# História do Campeonato Mineiro de Futebol
O Campeonato Mineiro de Futebol é uma competição esportiva realizada anualmente no estado de Minas Gerais. Disputado pelos principais clubes de futebol do estado, ele é atualmente organizado pela Federação Mineira de Futebol (FMF). O Cruzeiro e o Atlético são os grandes destaques por terem as 2 maiores quantidades de vices do campeonato brasileiro.

## História

### Era amadora e Campeonato municipal de BH
Em 1900, foi disputada a Taça Bueno Brandão, considerada uma precursora do Campeonato Mineiro. O Clube Atlético Mineiro foi campeão, enfrentando América, Yale e um combinado entre essas duas equipes, na entrega das faixas. Em 5 de março de 1915, foi fundada a Liga Mineira de Sports Athleticos (LMSA), rebatizada em 1918 para Liga Mineira de Desportos Terrestres (LMDT). A entidade organizaria as primeiras edições do mineiro - que por contarem apenas com equipes de Belo Horizonte e de cidades próximas de sua região metropolitana, de 1915 até 1957 se chamava Campeonato Citadino de Belo Horizonte. Posteriormente, com a participação de times do interior de Minas mais distantes da capital Belo Horizonte, e a popularização da competição em todo o estado, o torneio passou a ser conhecido como Campeonato Estadual.
Em seus primeiros anos seria marcado por uma forte hegemonia do América. O primeiro campeonato foi disputado em 1915 e o campeão foi o Atlético. Nos dez anos seguintes, ninguém tirou a taça do América. O time de Belo Horizonte sagrou-se decacampeão da competição, feito que não foi igualado até hoje.  A quebra do decampeonato ocorreu com uma final entre Atlético e Palestra Itália em 1926, vencida pelo primeiro. O Palestra brigou com os dirigentes da entidade e, com outros clubes de menor expressão, fundou a Associação Mineira de Esportes Terrestres (AMET), organizando outro campeonato, cujo campeão foi o próprio Palestra. Em assembleia extraordinária realizada em 09 de maio de 1927, o presidente da LMDT, Dr. Moura Costa, anunciou a extinção da AMET e a permissão da filiação dos seus clubes à entidade oficial do futebol mineiro. A LMDT volta então a ser composta por duas divisões, e o Palesta Itália volta a disputar novamente a divisão principal. Nesta mesma data foi anunciada a possibilidade das equipes do Syrio Horizontino e do João Pinheiro de também integrarem o campeonato principal. .
Depois deste período de hegemonia absoluta do América, outras equipes começaram a surgir com força no cenário estadual de Minas Gerais. O Palestra Itália, que depois mudaria seu nome para Cruzeiro, foi um deles. Conseguiu ser tricampeão em 1928, 1929 e 1930, sendo as duas últimas campanhas realizadas com 100% de aproveitamento.
Em 1931, América e Villa Nova abandonaram a Liga Mineira de Desportos Terrestres por causa das arbitrariedades do Tribunal de Justiça Desportiva (na época chamado de Tribunal de Penas) durante a disputa do Campeonato da Cidade. Em seguida tiveram a companhia do VII de Setembro e, mais tarde, do Palestra Itália e do Grêmio Calafate.
A divisão do título de 1932 foi o pontapé inicial para o profissionalismo do futebol mineiro. A temporada daquele ano começou tumultuada devido à fundação de uma nova liga no estado, a Associação Mineira de Esportes ‘Geraes’. A nova entidade tinha como fundadores o América, o Palestra Itália e o Villa Nova. Outros clubes seguiram o mesmo caminho e optaram por disputar o torneio da liga ‘alternativa’, enquanto entre os clubes tradicionais, apenas o Atlético permaneceu filiado à LMDT. Os dois campeonatos foram disputados paralelamente, entre março e novembro de 1932. No torneio da LMDT, o Atlético não teve muitas dificuldades diante dos clubes mais fracos de Minas Gerais e caminhou com tranqüilidade para o título. Nem mesmo a imprensa daquela época destacava os confrontos estaduais do Galo, chamando mais atenção para duelos interestaduais e principalmente os clássicos que aconteciam na AMEG. 
Os fundadores da nova entidade eram os favoritos ao título, mas na disputa entre eles o Villa Nova foi quem levou a melhor. No dia 25/10, o jornal “Estado de Minas” estampou em seu espaço destinado a esportes a manchete: “O VILLA É O CAMPEÃO! – 2x2 numa peleja que empolgou a torcida.” Ao lado da matéria sobre o dramático empate com o Palestra Itália, no campo da Avenida Paraopeba, também havia uma foto dos atletas que se consagraram na competição. 
A partida entre palestrinos e villanovenses aconteceu dois dias antes da edição que parabenizava o Villa. Naquele dia 23/10, enquanto as equipes duelavam pela liga da AMEG, o Atlético, já campeão do torneio da LMDT, recebeu o Bonsucesso, do Rio de Janeiro, para um amistoso interestadual. A partida chamou atenção da crítica, principalmente pelas entrevistas divulgadas após o jogo, no dia 27/10. A manchete “Profissionalismo no futebol da metrópole” foi o gancho ideal para as matérias com Sr. Virgilio Fedrighi, árbitro carioca que apitou o confronto entre mineiros e fluminenses, e o Sr. Romeu Dias Pino, secretário da equipe adversária do Galo. Aproveitando a oportunidade de estar em Belo Horizonte, Dias Pino falou ao ‘Estado de Minas’ e declarou seu principal interesse na visita: ver o esporte de Minas Gerais novamente unido. 
“A MISSÃO DO DR. ROMEU: O Sr. Romeu Dias Pino, veio a Belo Horizonte como Secretário do Bonsucesso [...] Os diretores da embaixada carioca mostraram-se desejosos de ver restabelecida a antiga união reinante nos nossos esportes, com o desaparecimento da divisão que perdura.” [Jornal Estado de Minas – 27/10/1932] 
Dias Pino declarou: “Temos o imenso prazer em contribuir para o desaparecimento de uma situação incômoda que aflige o esporte montanhês tão cheio de glórias.”
Não demorou muito para o apelo feito tomar maiores dimensões e mobilizar todos os envolvidos. No dia 04/11, foi realizada uma assembléia com o objetivo de confirmar o que todos chamavam de ‘pacificação’. A manchete otimista e o trecho abaixo confirmavam a esperança pela retomada da união:
”EM VÉSPERAS DE SER PACIFICADO O ESPORTE MONTANHES -
[...] o nosso público esta ansioso para que o movimento atual tenha um desfecho satisfatório, isto é, que as duas facções de novo se reúnam sob uma única bandeira [...] Não há como negar que o padrão belorizontino antes da bipartição era bem superior ao de hoje. [Jornal Estado de Minas – 04/11/1932]
No dia seguinte, a assembléia foi de boas notícias para o futebol mineiro. A Liga Mineira de Desportos Terrestres aprovou a fórmula de pacificação do esporte em Minas Gerais e os jornais da época traziam aos mínimos detalhes como foi o encontro dos dirigentes. A nota oficial da LMDT veio na edição do dia 06/11/1932, com um voto de louvor ao Sr. Romeu Dias Pino e à diretoria da LMDT que renunciou ao cargo em pró da pacificação. Foi decidido na Assembléia a aprovação da ata, o cancelamento de todas as penalidades a clubes e atletas e a confirmação da aprovação da fórmula apresentada por diversos clubes para a pacificação dos esportes mineiros. 
O primeiro termo da nota confirmava o sucesso do movimento: “Transformação da LMDT em uma federação aos moldes da Associação Fluminense de Esportes Atléticos”. 
As mudanças foram exaltadas na edição do dia 10 de novembro, quando, enfim, foi instalada a Federação das Associações Mineiras de Atlhetismo (FAMA) e a Liga de Amadores de Futebol (LAF). A nova diretoria foi nomeada, e ficou acordado entre os clubes que as competições do ano corrente chegariam ao fim. Também foi feita uma homenagem ao Sr. Romeu com os dizeres: “UM ‘LUNCHE’ AO BONSUCESSO, O MENSAGEIRO DA PAZ!” 
“Nesta hora de confraternização entre nossos clubes a figura do rubro-anil carioca aparece envolvida numa auréola de simpatia, credor da gratidão dos bons esportistas mineiros”. [Jornal Estado de Minas – 10/11/1932] 
Fica-se claro que a LMDT não foi extinta, apenas se reformulou em meio a divisão que aconteceu no início daquele ano. Com a retomada dos clubes em uma mesma liga/federação, a entidade passou a ter novo nome, e a união junto a AMEG fez com que os dois clubes campeões daquela temporada, Atlético e Villa Nova, fossem reconhecidos campeões mineiros, já que ao final do ano ambos faziam parte da mesma entidade. A partir de 1933 o Campeonato Mineiro passa a ser disputado profissionalmente.
Entre 1932 e 1935, o Villa Nova, de Nova Lima, foi tetracampeão. É o time do interior do estado com o maior número de títulos, em um cenário dominado pelas equipes da capital: Atlético, Cruzeiro e América, principalmente os dois primeiros.

### Fase Profissional
1933 foi também um ano marcante na história da competição. Nesse ano, oficializou-se o profissionalismo no campeonato, que até então era uma competição amadora. Na primeira tentativa de realizar um campeonato com times de todo o estado, três equipes recém-profissionalizadas do interior participaram da disputa naquele ano: Tupi, Tupynambás e Sport, todas de Juiz de Fora.
Em 1934, decidiu-se que os campeonatos da cidade de Belo Horizonte e Juiz de Fora seriam organizados separadamente, e os campeões das cidades decidiriam o título mineiro. Após o primeiro jogo da final do campeonato, a sub-liga de Juiz de Fora desafiliou-se da Federação Brasileira de Futebol, entidade à qual a AMF (atual FMF) era afiliada, reafiliando-se à CBD. Com isso, os demais jogos da final foram cancelados e o Villa Nova foi declarado campeão mineiro.
Em 1937, outro clube de fora de Belo Horizonte alcançou o título: o Siderúrgica, de Sabará, que conquistou o primeiro de seus dois títulos. Até hoje, o campeonato de 1937 é o único que teve seu campeão e vice-campeão de fora de Belo Horizonte - o vice-campeão foi o Villa Nova.
No início de 1942, o Palestra Itália foi obrigado a mudar de nome, pois o Brasil havia entrado na Segunda Guerra Mundial ao lado dos aliados, enfrentando Itália e Alemanha. Assim, o presidente Getúlio Vargas exigiu a mudança de nomes germanófilos ou de origem italiana. Dessa forma, o clube passou a chamar-se Palestra Mineiro. No decorrer do ano, houve pressão para uma mudança completa no nome, pois a palavra “palestra”, ainda que de origem grega, ainda era muito associada à Itália. Assim, quando as pressões ficaram insuportáveis, o Palestra Mineiro mudou emergencialmente de nome para Ypiranga. Tal denominação durou apenas um jogo - coincidentemente, um clássico contra o Atlético, que venceu o jogo. Na semana seguinte à partida, o conselho do Ypiranga se reuniu e oficializou a mudança de nome para Cruzeiro Esporte Clube. Algo semelhante aconteceu com o Palestra Itália-SP, que se tornou Palestra de São Paulo no início do ano e, mais tarde, Sociedade Esportiva Palmeiras.

### Campeonato Mineiro
Em 1958 foi necessário se instituir o campeonato mineiro, em virtude da criação da Taça Brasil, que começaria a ser disputada no ano seguinte. A Federação Mineira instituiu um torneio eliminatório para selecionar 8 participantes para o campeonato. Vários clubes se inscreveram, fazendo com que o torneio eliminatório só terminasse em outubro de 1958, mesmo mês em que começou o campeonato mineiro daquele ano.

### Era Mineirão
A história do campeonato pode ser dividida em duas partes: antes e depois da construção do Mineirão, que foi inaugurado em setembro de 1965. Nesta época, o time celeste começava a adquirir enorme projeção nacional, com um grande time comandado por Tostão.
Na “Era Mineirão”, os dois principais clubes do estado passaram a ter hegemonia absoluta durante muito tempo. Em 1964, a Siderúrgica foi campeã mineira. Entre 1965 e 1992, somente Atlético e Cruzeiro levantaram a taça, com exceção do campeonato do ano de 1971, vencido pelo América. Em 1993 e 2001 o campeonato também foi conquistado pelo América, que desde então não conquistou mais nenhum título. 

### Últimos campeonatos
Em 2002, o estadual não contou com a participação dos clubes da capital (América, Atlético e Cruzeiro) e do Mamoré, de Patos de Minas. As quatro equipes disputaram a Liga Sul Minas, competição que foi administrada pelos próprios times participantes. No entanto, mesmo com a ausência dos grandes do estado, a Federação Mineira de Futebol promoveu o Campeonato Mineiro, e a festa do interior ficou com a Caldense, de Poços de Caldas, sagrando-se campeã estadual em 2002.
Em 2005, o modesto Ipatinga surpreendeu os times da capital. Com um elenco formado por muitos atletas emprestados de outros clubes, principalmente do Cruzeiro, conseguiu superar as equipes da capital e chegar ao título, em pleno Mineirão. O time do interior chegou à final mais uma vez em 2006, mas daquela vez foi derrotado pelo Cruzeiro numa revanche, pois o último jogo da final foi em Ipatinga.
Entre 2007 e 2009, a final do campeonato ficou marcada por goleadas no primeiro jogo da final, que praticamente selaram o destino das taças. Em 2009, o Atlético venceu o Cruzeiro por 4 a 0 na primeira partida, confirmando o título com uma derrota por 2 a 0 no segundo jogo, insuficiente para tirar-lhe a taça. Ali, o Atlético conquistou o 39° título de sua história. Em 2008 e 2009, foi a vez do Cruzeiro aplicar goleadas, no primeiro jogo das duas finais, pelo placar repetido de 5 a 0. Já em 2010, o Atlético derrotou o Ipatinga na grande final e ficou com o título do Campeonato. Em 2011 a final foi entre Atlético e Cruzeiro, tendo o Cruzeiro vencido e em 2012 a final foi entre Atlético e América, tendo o Atlético conquistado o título de forma invicta. 
Em 2013 o Atlético conquistou o seu 42º título.  Em 2014, na centésima edição do torneio, foi a vez do Cruzeiro levantar a taça. Em 2015, a final foi realizada entre a Caldense, invicta até então, e o Atlético. Depois de um empate no Mineirão, a equipe da capital venceu o jogo fora de casa por 2 a 1 e se sagrou campeã pela 43ª vez na história.